# San Baltazar Loxicha
San Baltazar Loxicha è un comune del Messico, situato nello stato di Oaxaca.